# Gmina Marcy

Położenie Gminy Marcy w hrabstwie Boone

Gmina Marcy (ang. Marcy Township) – gmina w USA, w stanie Iowa, w hrabstwie Boone. Według danych z 2000 roku gmina miała 1137 mieszkańców.